# Ziltoid The Omniscient
Ziltoid the Omniscient is een album van de Canadese metalartiest Devin Townsend uit 2007. 
Het album is een conceptalbum over een fictioneel buitenaards wezen met de naam Ziltoid the Omniscient (Ziltoid de Alwetende). Hij is afkomstig van de planeet Ziltoidia 9. Ziltoid reist naar de aarde voor "de ultieme kop koffie". De kop koffie die de mensen hem geven is naar de mening van Ziltoid "fetid" (stinkend). Om deze reden stuurt hij Ziltoidiaanse oorlogsvoerders naar de aarde om die te vernietigen.
Het album is een soloalbum. Het gehele album werd geschreven, gespeeld en geproduceerd door Townsend. Voor de drums is er gebruikgemaakt van het programma EZdrummer.

## Nummers
1. "ZTO"
2. "By Your Command"
3. "Ziltoidia Attaxx!!!"
4. "Solar Winds"
5. "Hyperdrive"
6. "N9"
7. "Planet Smasher"
8. "Omnidimensional Creator"
9. "Color Your World"
10. "The Greys"
11. "Tall Latte"